# Národní památkový ústav
Národní památkový ústav (NPÚ) je odborná a výzkumná organizace státní památkové péče v Česku s celostátní působností. Je státní příspěvkovou organizací zřízenou ke dni 1. ledna 2003 podle zákona České národní rady o státní památkové péči (zák. č. 20/1987 Sb., ve znění pozdějších novel) Ministerstvem kultury České republiky.

## Historie
Počátky státem zajišťované ochrany památek spadají do poloviny 19. století, kdy byla zřízena C. a k. Centrální komise pro průzkum a uchování stavebních a uměleckých památek ve Vídni (1850). Postupně se vytvořily zemské památkové úřady se sídly v Praze a Brně. Po roce 1918 se k nim připojil komisariát v Bratislavě. Po roce 1945 na jejich činnost navázala Státní památková správa.
Předchůdci Národního památkového ústavu byly od roku 1958 Státní ústav památkové péče a ochrany přírody, vzniklý ze zákona 22/1958 Sb., a krajská střediska státní památkové péče a ochrany přírody. Zvláštností bylo Pražské středisko státní památkové péče a ochrany přírody, dalšími anomáliemi byla Okresní střediska státní památkové péče a ochrany přírody, z nichž nejstarší vzniklo v roce 1965 v Olomouci. V roce 1991 byl obor ochrany přírody převeden na nově vzniklé ministerstvo životního prostředí a ústav podřízený ministerstvu kultury byl přejmenován na Státní ústav památkové péče. Po zániku krajských národních výborů přešla krajská střediska památkové péče pod ministerstvo kultury (pražské středisko až v roce 2001), a to pod názvy památkový ústav, od roku 2001 státní památkový ústav. Splynutím Státního ústavu památkové péče a krajských státních památkových ústavů vznikl k 1. lednu 2003 Národní památkový ústav. Dřívější krajská střediska se stala územními pracovišti. V roce 2013 byly v rámci NPÚ organizačně vyčleněny čtyři územní památkové správy, zejména zajišťující návštěvnický provoz zpřístupněných památek ve správě NPÚ.

## Zákonný rámec
Zákon o státní památkové péči nestanoví název organizace, ale § 32 aktuálního znění o ní hovoří jako o „odborné organizaci státní památkové péče“. V původním znění z roku 1987 psal o „ústřední organizaci státní památkové péče“, jíž tehdy podléhaly krajské organizace památkové péče. Podle odstavce 1 aktuálního znění je organizací pro výkon a koordinaci veškeré odborné činnosti v oboru státní památkové péče k zabezpečení jednoty kulturně politických záměrů a ideově metodických, ekonomických a technických hledisek, jakož i perspektivního rozvoje státní památkové péče.
Podle § 25 je podřízena ministerstvu kultury. V § 26 odst. 2 písmeno j) zákon stanoví, že ministerstvo vydává statut odborné organizace státní památkové péče, která je státní příspěvkovou organizací s celostátní působností. V § 27 zákon stanoví, že památková inspekce, zřízená rovněž ministerstvem kultury, spolupracuje mimo jiné i odbornou organizací státní památkové péče a opírá se o její pomoc. Podle § 27a s ní spolupracují i celní úřady. Podle § 29 se o její odbornou pomoc při plnění svých úkolů opírají i obecní úřady obcí s rozšířenou působností; odborná organizace SPP se vyjadřuje ke jmenování konzervátora státní památkové péče, který je obecním úřadem jmenován jako dobrovolný pracovník členem komise SPP zřízené radou ORP, a poskytuje konzervátorovi odbornou pomoc. Obce podle § 30 při své péči o kulturní památky a kontrole vlastníků kulturních památek vycházejí z odborných vyjádření odborné organizace státní památkové péče.

## Činnost
Odborná organizace státní památkové péče podle § 32 odst. 2 zákona o státní památkové péči
- zpracovává rozbory stavu a vývoje státní památkové péče, podklady pro prognózy, koncepce a dlouhodobé výhledy rozvoje státní památkové péče,
- organizuje, koordinuje a plní vědeckovýzkumné úkoly státní památkové péče, rozpracovává teorii a metodologii státní památkové péče a metodiku společenského uplatnění kulturních památek,
- plní úkoly odborně metodického, dokumentačního a informačního pracoviště pro úsek státní památkové péče a zabezpečuje průzkumy, výzkumy a dokumentaci kulturních památek, památkových rezervací a památkových zón a je současně poskytovatelem údajů podle zvláštního právního předpisu,
- vede ústřední seznam kulturních památek,
- připravuje odborné podklady pro ministerstvo kultury, zejména pro prohlášení věcí za kulturní památky,
- zpracovává potřebné odborné podklady pro ostatní orgány státní památkové péče, metodicky usměrňuje činnost konzervátorů a zpravodajů a poskytuje bezplatnou odbornou pomoc vlastníkům kulturních památek při zajišťování péče o kulturní památky,
- zabezpečuje odborný dohled nad prováděním komplexní péče o kulturní památky a nad jejich soustavným využíváním,
- sleduje kulturně výchovné využití kulturních památek a jejich propagaci a zabezpečuje kulturně výchovné využití a zpřístupnění kulturních památek, s nimiž hospodaří,
- zabezpečuje další vzdělávání pracovníků v oboru státní památkové péče,
- plní další úkoly na úseku státní památkové péče, kterými ji pověří ministerstvo kultury.

Národní památkový ústav zajišťuje a vykonává základní i aplikovaný vědecký výzkum v oblasti památkové péče. Provádí též další odborné, pedagogické, vzdělávací, publikační a popularizační činnosti k zajištění kvality a odbornosti péče o kulturní památky a památkově chráněná území. Odborně a metodicky usměrňuje a podporuje péči o památky a památkově chráněná území ve vlastnictví a správě jiných subjektů.
Osoby pověřené orgány státní památkové péče nebo celními úřady vybavené osvědčením od pověřujícího úřadu nebo organizace jsou podle § 34 zákona o státní památkové péči oprávněny vstupovat do podniků, závodů, zařízení, objektů a na ostatní nemovitosti a vykonávat v nich potřebné odborné práce na ochranu kulturních památek nebo pro vědecké účely, zejména dokumentační a konzervační, jakož i odborný dozor, požadovat za tím účelem potřebné údaje a vysvětlení a nahlížet do příslušných dokladů. Se státním hospodářským a služebním tajemstvím se přitom však mohou seznamovat, jen jsou-li k tomu určeny podle zvláštních předpisů, přičemž musí dbát zájmů obrany státu a zachovávat tato tajemství. Své úkoly jsou povinny plnit tak, aby organizace ve své činnosti nebo občan ve svých právech byli omezeni jen v nezbytném rozsahu. Pro vstup do objektů a zařízení ozbrojených sil a sborů platí zvláštní předpisy. Podle § 43a zákona o SPP mají orgány státní památkové péče přístup k vymezeným údajům základního registru obyvatel, informačního systému evidence obyvatel, informačního systému cizinců, .
NPÚ vede Ústřední seznam kulturních památek České republiky (ÚSKP ČR).
Dále má v přímé správě soubor kulturních památek, zejména státních hradů a zámků. Ve správě NPÚ je asi stovka státních památkových objektů, převážně národních kulturních památek, a to hradů, zámků, klášterů, kostelů, souborů lidové architektury, zahrad, parků a technických památek. Většina z nich je zpřístupněná a nabízí návštěvníkům možnost prohlídky v rámci jednoho a více návštěvnických okruhů. Krajská střediska státní památkové péče krátce spravovala zpřístupněné státní hrady a zámky po roce 1960, pak jich většinu předala do správy okresních národních výborů a nakonec je po r. 1968 postupně přejímala zpět do své správy, poslední nedlouho před r. 1989.
Pokud je kulturní památka státním majetkem, práva a povinnosti stanovené zákonem vlastníku památky má podle § 43 zákona o státní památkové péči ta státní organizace, která má památku ve správě, popřípadě nestátní organizace, které byla památka svěřena do trvalého užívání, popřípadě organizace, která má užívací právo v družstevním nebo náhradním užívání k zajištění výroby.
NPÚ udílí cenu Patrimonium pro futuro s cílem společensky ocenit a podpořit přínosy pro záchranu, obnovu, zkoumání a prezentaci hodnot kulturního dědictví.

### Publikační činnost
Aktualizovaný přehled publikační činnosti je dostupný na webu instituce.
NPÚ vydává podrobné Výroční zprávy. Základní odborné periodikum představují Zprávy památkové péče. NPÚ vydává oborové metodiky.
Odborná pracoviště vydávají vlastní časopisy či sborníky a publikace:
- Pražské územní odborné pracoviště vydává časopis (do roku 2008 sborník) Staletá Praha,
- Územní odborné pracoviště středních Čech v Praze vydává časopisy Památky středních Čech a Průzkumy památek,
- Územní odborné pracoviště v Českých Budějovicích vydává sborník Památky jižních Čech,
- Územní odborné pracoviště v Plzni vydává periodikum Památky západních Čech,[3]
- Územní odborné pracoviště v Ústí nad Labem vydává periodikum Monumentorum Custos Archivováno 28. 5. 2019 na Wayback Machine.,
- Územní odborné pracoviště v Liberci spoluvydává časopis Fontes Nissae / Prameny Nisy Archivováno 30. 3. 2016 na Wayback Machine.,
- Územní odborné pracoviště v Josefově vydává sborník Monumenta Vivent,
- Územní odborné pracoviště v Pardubicích vydává jednou ročně Sborník,
- Územní odborné pracoviště v Telči vydává sborník Památky Vysočiny,
- Územní odborné pracoviště v Brně vydává ročenku Památková péče na Moravě – Monumentorum Moraviae tutela. Seznam publikací je dostupný on-line Archivováno 21. 9. 2018 na Wayback Machine.,
- Územní odborné pracoviště v Kroměříži vydává sborník Ingredere hospes,
- Územní odborné pracoviště v Olomouci vydává Sborník,
- Územní odborné pracoviště v Ostravě vydává Sborník,
- Publikace NPÚ-ÚOP v Liberci jsou dostupné on-line.[4]

Především pro obecnou veřejnost jsou určeny četné průvodce po zpřístupněných památkách. K publikační činnosti lze přiřadit rozsáhlé elektronické zdroje informací pro odbornou i širokou kulturní veřejnost (webové stránky, databáze, působení na sociálních sítích).

## Pracoviště a organizační uspořádání
Před vznikem Národního památkového ústavu existovalo kromě ústředního Státního ústavu památkové péče 9 krajských státních památkových ústavů:
- Státní památkový ústav v hlavním městě Praze
- Státní památkový ústav středních Čech v Praze
- Státní památkový ústav v Českých Budějovicích
- Státní památkový ústav v Plzni
- Státní památkový ústav v Ústí nad Labem
- Státní památkový ústav v Pardubicích
- Státní památkový ústav v Brně
- Státní památkový ústav v Ostravě
- Státní památkový ústav v Olomouci

Ve Východočeském kraji tedy sídlil mimo krajské město a pro Severomoravský a Jihomoravský kraj existovaly tři státní památkové ústavy, krom krajských měst navíc ústav v Olomouci.
Při vzniku NPÚ v roce 2003 byl Státní ústav památkové péče transformován v ústřední pracoviště NPÚ a dosavadní krajské státní památkové ústavy v územní odborná pracoviště NPÚ. Odborná organizace státní památkové péče si podle § 32 odst. 3 zákona o státní památkové péči v aktuálním znění vytváří pro výkon státní památkové péče se souhlasem ministerstva kultury a po projednání s krajem krajská, popřípadě i další územní odborná pracoviště (střediska).
Navíc byly ještě při zřízení NPÚ v územní odborná pracoviště přeměněny správy státních zámků Sychrov a Bouzov. Pracoviště Bouzov bylo v roce 2004 sloučeno do olomouckého pracoviště a pracoviště na Sychrově bylo v roce 2006 zahrnuto do nového pracoviště v Liberci. K 1. červenci 2006 (s plným převzetím činnosti od 1. ledna 2007) přibylo územní odborné pracoviště v Lokti pro Karlovarský kraj, k 2. únoru 2006 územní odborné pracoviště v Liberci pro Liberecký kraj (které nahradilo pracoviště na Sychrově) a v Kroměříži pro Zlínský kraj. Od 1. ledna 2008 působí územní odborné pracoviště v Josefově pro Královéhradecký kraj a územní odborné pracoviště v Telči pro kraj Vysočina.
Ke dni 1. ledna 2013 byla vytvořena 4 nová pracoviště, územní památkové správy, do nichž byla vyčleněna správa státních kulturních památek. Současně bylo ústřední pracoviště přejmenováno na generální ředitelství.
NPÚ se od 1. ledna 2013 organizačně člení na generální ředitelství v Praze (GnŘ), územní odborná pracoviště (ÚOP) v jednotlivých krajích a 4 územní památkové správy (ÚPS).
Generální ředitelství řídí celkovou činnost NPÚ a v rozsahu vymezeném vnitřními předpisy přímo zajišťuje úkoly státní památkové péče. Územní odborná pracoviště zajišťují úkoly státní památkové péče v rozsahu své územní působnosti. Územní památkové správy spravují zpřístupněné kulturní památky v přímé správě NPÚ (hrady, zámky, kláštery, kostely, industriální památky). K 1. lednu 2019 byly do nově zřízeného Národního muzea v přírodě převedeny tři skanzeny (Příkazy, Vysočina, Zubrnice), které dosud spravoval NPÚ.

### Pracoviště a jejich umístění

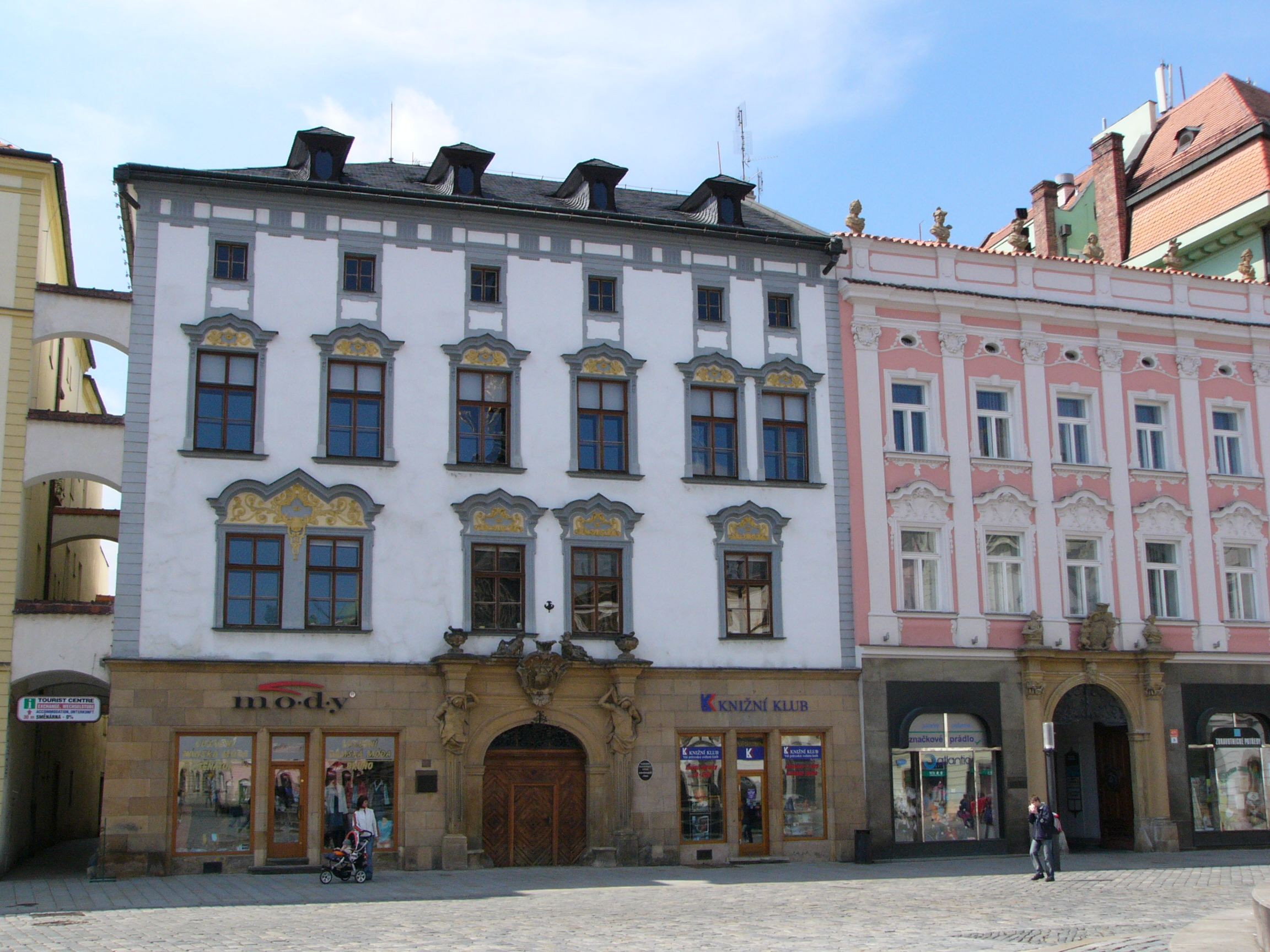
Petrášův palác je od roku 2001 sídlem územního odborného pracoviště v Olomouci.

NPÚ, generální ředitelství zajišťuje činnost NPÚ jako celku (sídlí v Ledebourském paláci v Praze)
Část odborných pracovišť a edukační odbor generálního ředitelství se na podzim 2017 přesune do domu U Voříkovských v Liliové 5 v Praze 1.
Územní odborná pracoviště (+sídla):
- NPÚ územní odborné pracoviště v Praze – zajišťuje činnost NPÚ v hlavním městě Praze. (bývalý Purkrabský pivovar v ulici Na Perštýně v Praze)
- NPÚ územní odborné pracoviště středních Čech v Praze – zajišťuje činnost NPÚ ve Středočeském kraji.
- NPÚ územní odborné pracoviště v Českých Budějovicích – zajišťuje činnost NPÚ v Jihočeském kraji. (Dům U Ferusů)
- NPÚ územní odborné pracoviště v Plzni – zajišťuje činnost NPÚ v Plzeňském kraji. (Dům U Zlatého slunce)
- NPÚ územní odborné pracoviště v Ústí nad Labem – zajišťuje činnost NPÚ v Ústeckém kraji. (Zámek Krásné Březno)
- NPÚ územní odborné pracoviště v Liberci – zajišťuje činnost NPÚ v Libereckém kraji. (Vila Franze Bognera)
- NPÚ územní odborné pracoviště v Pardubicích – zajišťuje činnost NPÚ v Pardubickém kraji.
- NPÚ územní odborné pracoviště v Brně – zajišťuje činnost NPÚ v Jihomoravském kraji.
- NPÚ územní odborné pracoviště v Ostravě – zajišťuje činnost NPÚ v Moravskoslezském kraji.
- NPÚ územní odborné pracoviště v Olomouci – zajišťuje činnost NPÚ v Olomouckém kraji. (Petrášův palác)
- NPÚ územní odborné pracoviště v Kroměříži – zajišťuje činnost NPÚ ve Zlínském kraji. (Arcibiskupský zámek Kroměříž)
- NPÚ územní odborné pracoviště v Lokti – zajišťuje činnost NPÚ v Karlovarském kraji.
- NPÚ územní odborné pracoviště v Telči – zajišťuje činnost NPÚ v kraji Vysočina. (Lannerův dům)
- NPÚ územní odborné pracoviště v Jaroměři-Josefově – zajišťuje činnost NPÚ v Královéhradeckém kraji.

Územní památkové správy:
- NPÚ územní památková správa v Praze zajišťuje správu a zpřístupnění kulturních památek v přímé správě NPÚ v hl. m. Praze a v krajích Středočeském, Ústeckém a Karlovarském.
- NPÚ územní památková správa v Českých Budějovicích zajišťuje správu a zpřístupnění kulturních památek v přímé správě NPÚ v krajích Jihočeském, Plzeňském a Vysočina. (tzv. Špitálek, tč. v rekonstrukci)
- NPÚ územní památková správa na Sychrově zajišťuje správu a zpřístupnění kulturních památek v přímé správě NPÚ v krajích Libereckém, Královéhradeckém a Pardubickém.
- NPÚ územní památková správa v Kroměříži zajišťuje správu a zpřístupnění kulturních památek v přímé správě NPÚ v krajích Jihomoravském, Zlínském, Olomouckém a Moravskoslezském. (Arcibiskupský zámek Kroměříž)

## Vedení a spory o koncepci

### Ředitelé
- 1958–(1965??): Václav Mencl
- (1965–1975): Vladimír Novotný
- (1975–1983): Otilie Novotná
- (1983)–1990: Bedřich Tykva
- 1990–2002: Josef Štulc
- 2003–2004: Jiří T. Kotalík
- 2005: Zdeněk Novák
- 2005–2006: Tomáš Hájek
- 2006–2008: Pavel Jerie
- Generální ředitelka od roku 2008: Naděžda Goryczková

### Spory o koncepci
Ministr kultury Pavel Dostál jmenoval generálním ředitelem NPÚ Zdeňka Nováka k 1. lednu 2006.
Ministr kultury Vítězslav Jandák nejprve rozhodnutí uspíšil a jmenoval jej dopisem z 11. listopadu do funkce již od 1. prosince 2005, avšak dopisem z 1. prosince ho ke 2. prosinci odvolal a s ním zároveň též 10 ředitelů odborných územních pracovišť, čímž podle svých slov zahájil reformu památkové péče. Ministr Jandák zdůvodnil odvolání generálního ředitele zjištěním, že se na Strahově bourá část Hladové zdi, Jandákův náměstek to však vysvětloval širšími systémovými změnami.
V lednu 2006 ministr kultury Vítězslav Jandák jmenoval generálním ředitelem NPÚ Tomáše Hájka, dosavadního poradce ministra životního prostředí, na základě jednomyslného doporučení komise ministerstva kultury pod vedením ředitele personálního odboru ministerstva kultury Petra Millera. Hájek se stal terčem kritiky odborné veřejnosti (včetně některých, kteří ho předtím do funkce doporučili) a vzniklo několik petic za jeho odvolání. Hájkovi údajně památkáři, historici umění a další odborníci vyčitali, že prosazoval oddělení správy státních památkových objektů od výkonu expertní činnosti (k tomu nakonec došlo v mírnější podobě, tedy pouhým vyčleněním v rámci NPÚ, od ledna 2013) a že chtěl prosadit nový památkový zákon, který by sjednotil správní řízení s vypracováváním odborných posudků (od toho NPÚ poté zatím upustil). Bylo mu vyčítáno, že je především teoretikem. Předmětem odporu bylo jeho tvrzení, že zachování památky je třeba poměřovat její životaschopností, úvahy o redukci počtu památek a malý důraz na zachování autenticity památky. Ministr kultury Martin Štěpánek v září 2006 Tomáše Hájka z funkce odvolal. Oficiálně byla důvodem odvolání „dlouhodobá a neřešená manažerská a odborná pochybení“.
26. září 2006 ministr kultury Martin Štěpánek jmenoval generálním ředitelem NPÚ Pavla Jerieho, dosavadního náměstka ředitele. Některá média o tom psala jako o dočasném pověření řízením do doby řádného výběrového řízení. Koncem listopadu 2008 oznámil, že hodlá rezignovat na funkci, protože prý byl od března pod silným tlakem, aby čtyři vybrané státní zámky vložil do nově založeného zájmového sdružení právnických osob, které by pro rozvoj těchto památek samo žádalo o evropské dotace a hospodařilo s nimi. Jerie byl názoru, že zcizením těchto památek státu by se dopustil trestného činu, a na základě nezávislých analýz od ministerstva financí a ministerstva pro místní rozvoj takový postup vyloučil. Poté byl prý tlačen k prohlášení těchto památek za nepotřebný majetek či k jejich zapůjčení. Jerie tento způsob tunelování nazval „modelem a la Mlynář“. Projekty prosazovala zejména Jana Vohralíková, vrchní ředitelka sekce D na ministerstvu kultury, která Jerieho argumentaci o porušení zákona označila za nesmysl založený na polopravdách. Jerie podle ní není ochoten památky vrátit do života a celý život hájil jednu koncepci, a když najednou vidí, že to jde i jinak, tak si vymýšlí různé důvody, aby to zkomplikoval.
2. prosince 2008 ministr kultury Václav Jehlička na základě doporučení výběrové komise jmenoval generální ředitelkou NPÚ Naděždu Goryczkovou, dosavadní ředitelku ostravského pracoviště. Když připravovala oddělení správy státních památek od odborné památkové péče, odborníky byla podezírána ze snahy o privatizaci nejzachovalejších hradů a zámků, tajení plánů a odmítání veřejné diskuse. Parlamentní podvýbor pro kulturu prý na jednání dospěl k závěru, že reorganizace nepřinesla vyšší standard služeb a servisu pro regiony a ani ke zlepšení financování nedochází, konstatoval, že probíhající restrukturalizaci provázejí zásadní nedostatky a vyzval ministerstvo k vyvození důsledků. Výhrady byly i například k tomu, že územní správa pro Moravu není umístěna v Brně. Pro výměnu ředitelky se vyjadřoval zejména poslanec a stínový ministr kultury Vítězslav Jandák. V únoru 2013 skupina čtyř akademiků (děkan FF UK Michal Stehlík, ředitel Ústavu pro dějiny umění FF UK Jan Royt, ředitel Ústavu dějin umění AV ČR Vojtěch Lahoda, rektor Akademie výtvarných umění v Praze Jiří T. Kotalík) protestovala u ministryně kultury Aleny Hanákové otevřeným dopisem proti údajně připravovanému odvolání Naděždy Goryczkové a vyjádřila jí podporu.

## Seznam památkových objektů ve správě Národního památkového ústavu
Podrobný seznam památek ve správě NPÚ viz Seznam památkových objektů ve správě Národního památkového ústavu.